# Automobiles Buffalo
Automobiles Buffalo war ein französischer Hersteller von Automobilen.

## Unternehmensgeschichte
Roland Beilé war während eines Aufenthaltes in den USA auf Buggies aufmerksam geworden. Nach seiner Rückkehr gründete er 1969 zusammen mit André Koenig das Unternehmen in Straßburg und begann mit der Entwicklung von Automobilen. Die erste Präsentation fand am 11. März 1970 statt. Der Markenname lautete Buffalo. Erst im Juni 1972 erfolgte die Homologation. Im Mai 1974 endete die Produktion. Insgesamt entstanden etwa 300 Fahrzeuge. Sarap übernahm das Konzept und vermarktete es als Sarap Buffalo.

## Fahrzeuge
Das Unternehmen stellte Buggies her. Der Motor befand sich im Heck. Für den Antrieb sorgte ein Vierzylindermotor von Renault. Zur Wahl standen die Motoren aus dem Renault 8 mit 1100 cm³ Hubraum und aus dem Renault 16 mit 1600 cm³ Hubraum.